# Glarner Hauptüberschiebung

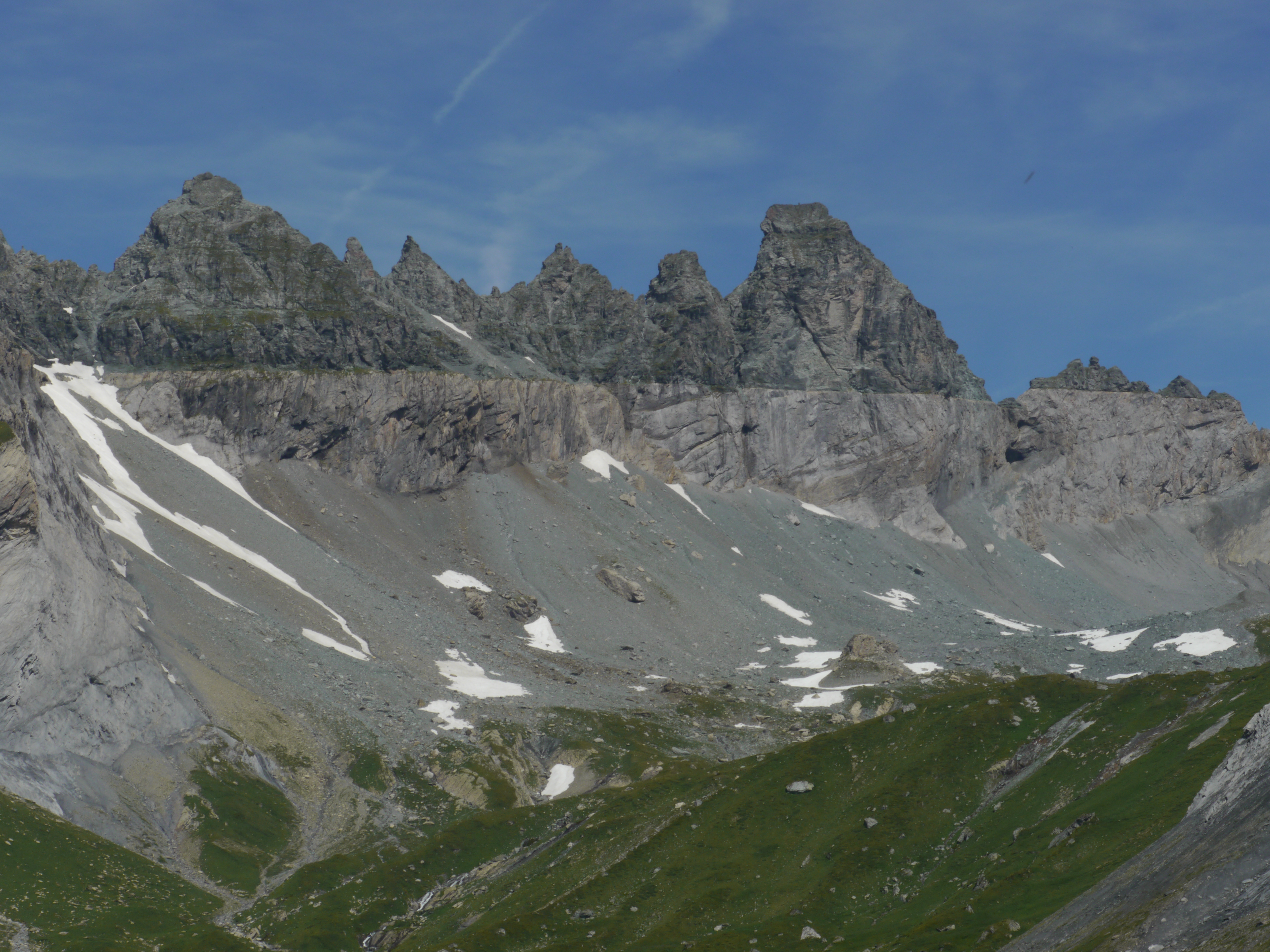
Glarner Hauptüberschiebung an den Tschingelhörnern

Die Glarner Hauptüberschiebung ist eine der prominentesten Hauptstörungen der Alpen. Ihr Ausbiss in der Typusregion bei Glarus im Kantonsdreieck Glarus-St.-Gallen-Graubünden zählt zu den berühmtesten Geotopen der Schweiz.
Die Glarner Hauptüberschiebung entstand, als sich aufgrund der Plattentektonik eine ältere, emporgehobene Gesteinsschicht 40 Kilometer nach Norden über eine jüngere Gesteinsschicht schob. Die ursprünglich zehn bis 15 Kilometer dicke obere Schicht aus rötlichem Verrucanogestein hat ein Alter von etwa 260 bis 300 Millionen Jahre (Perm). Die untere, jüngere Schicht aus schiefrigem Flysch ist dagegen lediglich 35 bis 50 Millionen Jahre alt (Paläogen). Teilweise ist das ältere Gestein auch noch von mesozoischen Schichten (Jura, Kreide) überschoben. Diese Lagerung von älterem über jüngerem Gestein ist an einer hellen Trennschicht aus Kalkstein besonders gut erkennbar.
Gut zu sehen ist die Überschiebung an den durch das Martinsloch bekannten Tschingelhörnern zwischen Elm und Flims sowie bei einer «Lochsite» (auch Lochseite) genannten Stelle im unteren Sernftal bei Sool. Der Ort liegt an einer leicht zugänglichen Stelle im Talgrund. Von dieser Landschaft wird im American Museum of Natural History in New York eine massstäbliche Reliefabbildung gezeigt.

## UNESCO-Weltnaturerbe
Unter der Bezeichnung Tektonikarena Sardona wurde die Region der Glarner Hauptüberschiebung im Juli 2008 von der UNESCO mit einem 32'850 Hektar grossen Gebiet in das Verzeichnis des Weltnaturerbes aufgenommen. Zum Welterbegebiet gehören sieben Dreitausender – darunter der namensgebende Piz Sardona und der Ringelspitz – sowie der Pizol. Die Tektonikarena erstreckt sich über mehrheitlich hochalpine Landschaften auf dem Gebiet von 13 Gemeinden zwischen dem Vorderrheintal, dem Linthtal und dem Walensee. Von diesen liegen deren vier (Laax, Flims, Trin, Tamins) in Graubünden, deren sechs (Pfäfers, Bad Ragaz, Vilters, Mels, Flums, Quarten) im Kanton St. Gallen und die übrigen drei (Glarus Süd, Glarus und Glarus Nord – ehemalige Gemeinden Elm, Matt, Engi, Sool, Ennenda, Mollis, Filzbach, Obstalden, Mühlehorn) im Kanton Glarus. Die Tektonikarena Sardona bildet das Kerngebiet des Geoparks Sardona.
Nachdem eine Studie der International Union for Conservation of Nature and Natural Resources (IUCN) der Glarner Hauptüberschiebung aufgrund des ihnen vorliegenden Dossiers zunächst keinen aussergewöhnlichen, universellen Wert zusprechen wollten, hat der Bund ein erstes Gesuch an die UNESCO zurückgezogen und 2006 ein überarbeitetes Dossier für einen neuen Antrag erstellt. Im März 2008 wurde die Kandidatur auf Empfehlung der IUCN um die Bedeutung des Gebietes für die Gebirgsbildungsprozesse und für das Verständnis der Plattentektonik erweitert. Das Hauptaugenmerk legte die UNESCO auf den bildenden und wissenschaftlichen Aspekt der Region. Durch die gute Sichtbarkeit der Schichten ist auch für den Laien der Gebirgsbildungsprozess nachvollziehbar.

## Bedeutung für die Theorie der Gebirgsbildung

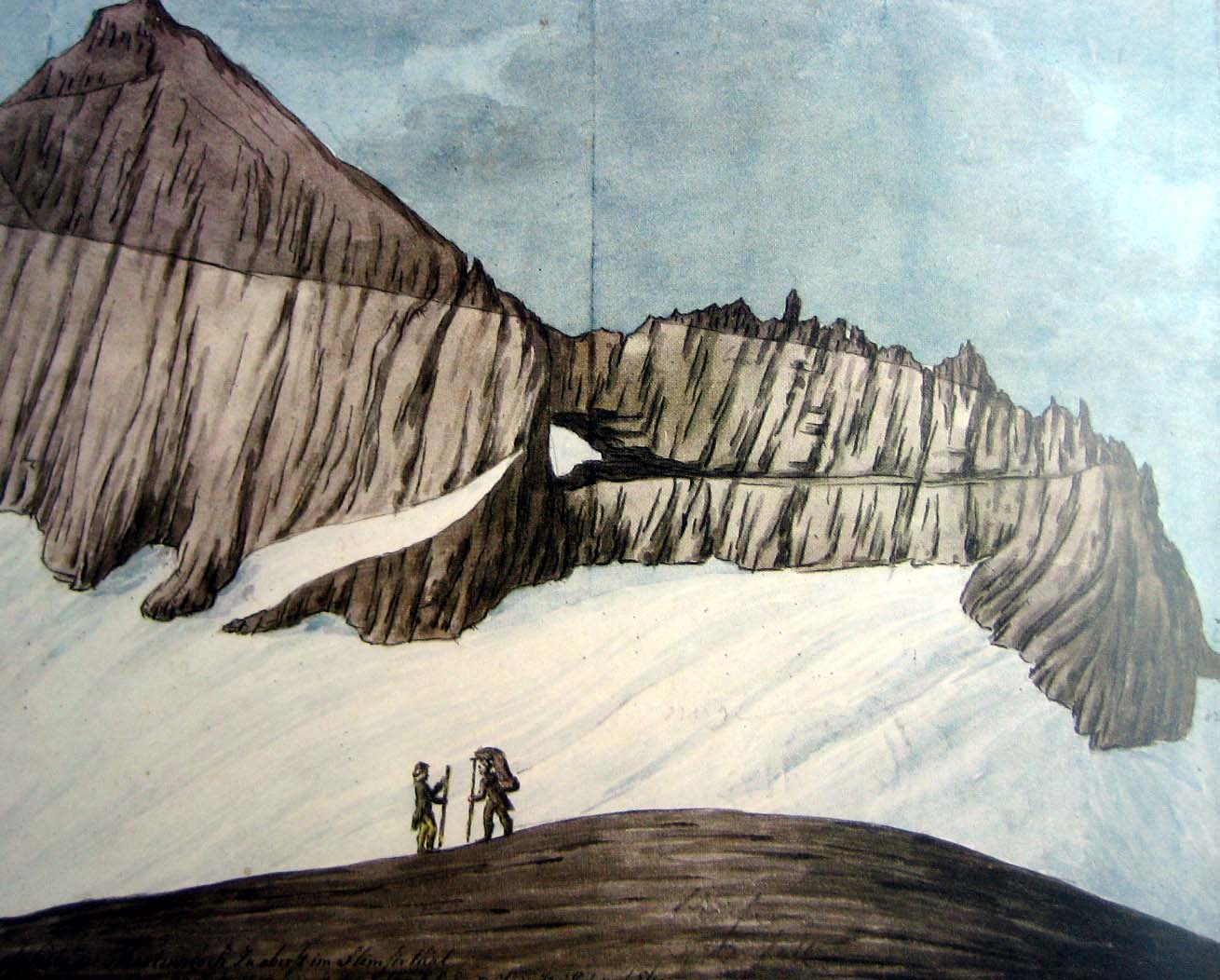
Glarner Hauptüberschiebung und Martinsloch, Bündner Seite, Aquarell von Hans Conrad Escher von der Linth

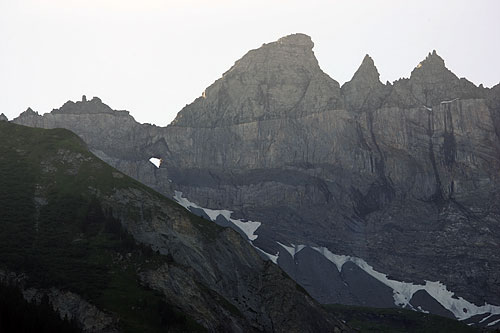
Hauptüberschiebung am Tschingelhorn, von Elm

Die Glarner Hauptüberschiebung trug zu Erkenntnissen über die Gebirgsbildung durch eine Überschiebung von Gebirgsdecken bei. Untersuchungen an der Glarner Hauptüberschiebung veranlassten den Schweizer Wissenschaftler Hans Conrad Escher von der Linth 1809, die bis dahin gültige Theorie der Gebirgsbildung durch Erdschrumpfung anzuzweifeln. Sein Sohn Arnold Escher von der Linth, Geologieprofessor an der Universität Zürich, zögerte und konnte sich nicht zu der beim damaligen Stand der Geologie so neuartigen Interpretation durchringen, im Gegensatz zum berühmten englischen Geologen Roderick Murchison, der 1848 bei ihm zu Gast war. Murchison sah das Erklärungsmodell durch Beobachtungen in Schottland bestätigt. Aufgrund feindseliger und spöttischer Reaktionen auf die Erkenntnisse seines Vaters veröffentlichte er jedoch stattdessen 1866 eine andere Theorie und erklärte die Gebirgsschichtung mit einer so genannten „Glarner Doppelfalte“. Diese Theorie besagte, dass zwei von Norden und Süden aufeinander treffende Falten sich am Foopass getroffen hätten. An der Kontaktfläche der beiden Falten wäre demzufolge eine mehrfach verworfene Flyschmulde entstanden.
Unabhängig davon postulierte 1884 der französische Geologe Marcel Alexandre Bertrand eine Überschiebung als Ursache für die beobachtete Gesteinsanordnung in den Glarner Alpen. Weil er seinen Befund jedoch aus der Geologie der Ardennen ableitete und selbst nie in den Glarner Alpen gewesen war, wurden seine Aussagen von den prominenten Alpengeologen Heim und Rothpletz ignoriert. Auch im schottischen Hochland wurden Gebirgsüberschiebungen schon 1883 von Archibald Geikie erkannt. Der Schweizer Geologieprofessor Albert Heim, Nachfolger von Escher von Linth an der ETH Zürich, war zunächst – zum Beispiel in einem Buch 1891 – einer der Hauptvertreter der Doppelfaltentheorie und lieferte sich in den 1890er Jahren deretwegen einen heftigen Streit mit August Rothpletz, der Überschiebungen in den Alpen und in anderen Gebirgszonen weltweit als vorrangiges Erklärungsmodell einsetzte, was allerdings aus späterer Sicht in einigen Fällen nicht zutrifft. Unterstützung erhielt die Deckentheorie nun durch Untersuchungen der Westschweizer Geologen Hans Schardt (1893) und Maurice Lugeon. Und auch Heim anerkannte im Jahr 1902 (in einem Brief an Lugeon) die Deckentheorie als Erklärung für die Glarner Überschiebung. Maurice Lugeon publizierte in der Folge dieses für die Forschung bedeutende Schreiben von Heim. Heute berücksichtigt die Geologie in feinerer Differenzierung auch noch eine ältere Faltungsphase bei der Interpretation der komplexen Schichtenfolge der Glarner Hauptüberschiebung.

## Weblinks

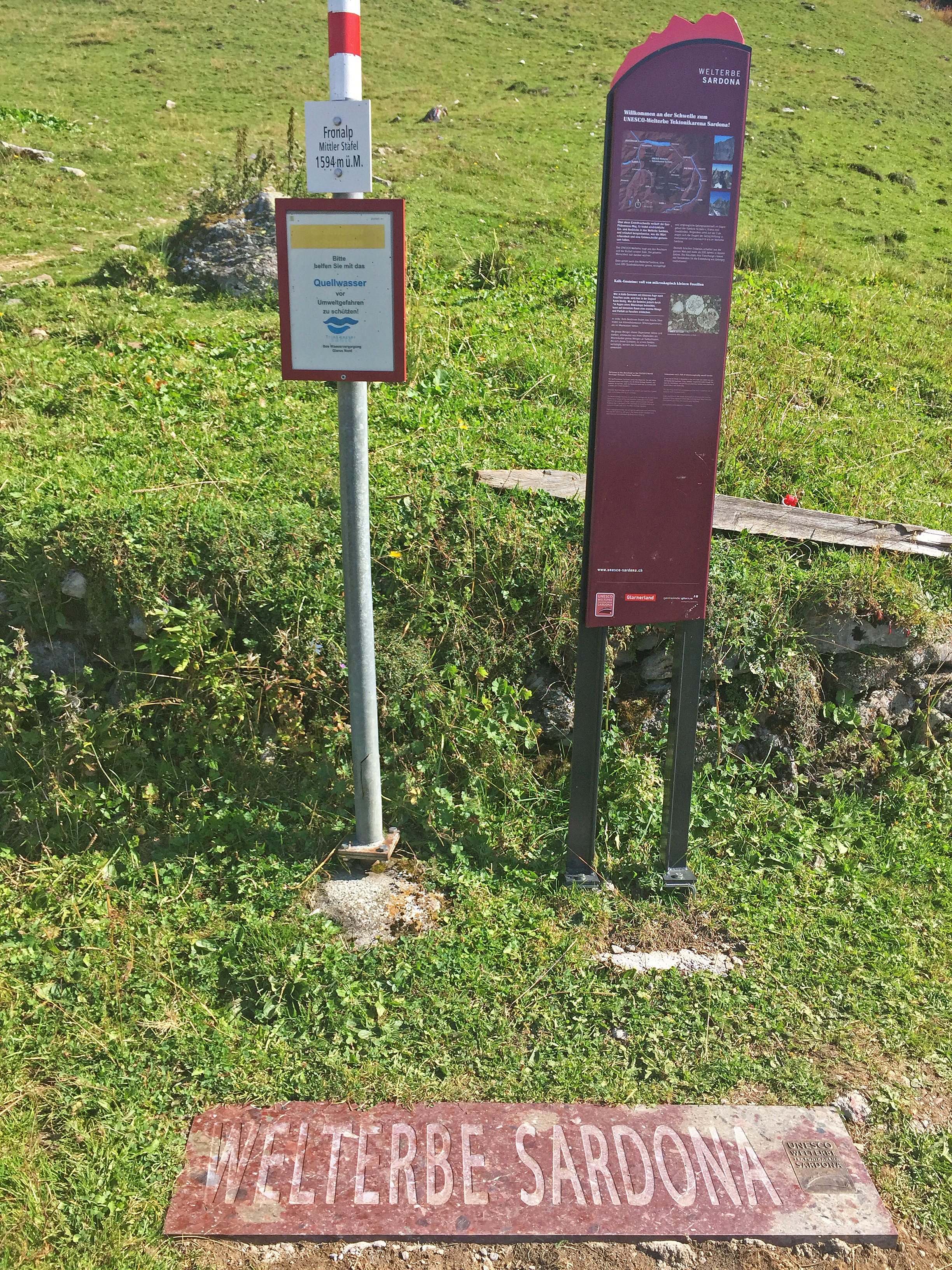
Informationsschild an der Grenze des Welterbegebiets

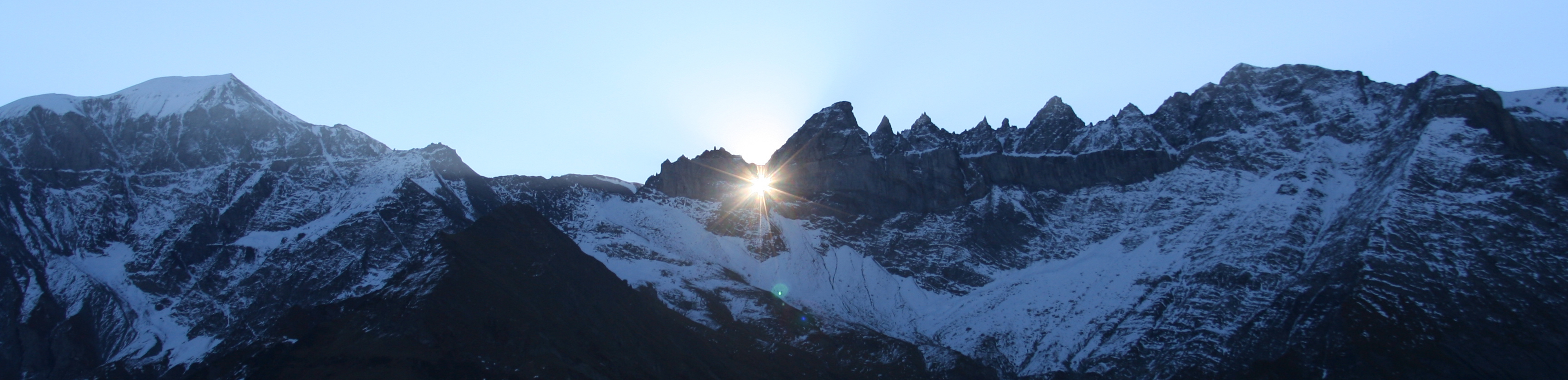
Überschiebung an den Tschingelhörnern (auch Tschingelhoren) mit Martinsloch von Elm. Links Piz Segnas und rechts die Spitzen der Tschingelhörner der Ofen

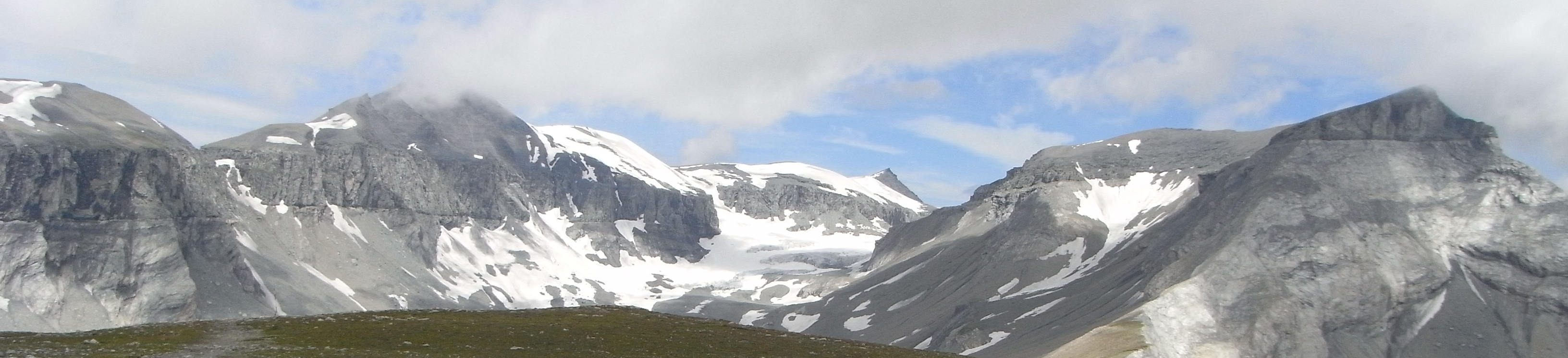
Überschiebung an (von links) Atlas, Piz Segnas und ganz rechts Piz Dolf. Der Dorn im Hintergrund ist der Piz Sardona. Sicht vom Fil de Cassons